# James Lankford
James Paul Lankford (Dallas, 4 marzo 1968) è un politico statunitense, senatore per lo stato dell'Oklahoma dal 2015 e in precedenza membro della Camera dei Rappresentanti per lo stesso stato dal 2011 al 2015.

## Biografia
Nato a Dallas, Lankford frequentò la University of Texas at Austin e successivamente studiò religione. Dopo essersi diplomato in una scuola di teologia, Lankford si trasferì a Edmond, in Oklahoma. Qui divenne direttore di un campus giovanile a tema cristiano.
Nel 2010, quando la deputata Mary Fallin annunciò la sua volontà di abbandonare il Congresso per candidarsi a governatore dell'Oklahoma, Lankford decise di prendere parte alle elezioni per la Camera dei Rappresentanti schierandosi con il Partito Repubblicano e alla fine venne eletto.
Nel 2014 annunciò il suo ritiro dalla Camera per candidarsi al Senato, dove riuscì a farsi eleggere.
Lankford è sposato con una logopedista, Cindy, dalla quale ha avuto due figlie.